# NGC 1282
NGC 1282 est une galaxie elliptique située dans la constellation de Persée. NGC 1282 a été découverte par l'astronome français Guillaume Bigourdan en 1884.

## Caractéristiques
Sa vitesse par rapport au fond diffus cosmologique est de 1 980 ± 12 km/s, ce qui correspond à une distance de Hubble de 29,2 ± 2,1 Mpc (∼95,2 millions d'al).
À ce jour, sept mesures non basées sur le décalage vers le rouge (redshift) donnent une distance de 73,838 ± 27,820 Mpc (∼241 millions d'al), ce qui est loin à l'extérieur des valeurs de la distance de Hubble. Notons cependant que c'est avec la valeur moyenne des mesures indépendantes, lorsqu'elles existent, que la base de données NASA/IPAC calcule le diamètre d'une galaxie. 

## Amas de Persée
NGC 1282 est une galaxie de l'amas de Persée.